# パソピア
パソピア（PASOPIA）とは、かつて東芝が生産、販売していたパソコンのブランド名である。「パーソナル」と「ユートピア」の合成語。当初は独自仕様機のブランドだったが、"パソピアIQ"としてMSX規格のパソコンにも使用された。

パソピア（初代） ロゴマーク

## 8ビット機
パソピア（PA7010/PA7012）

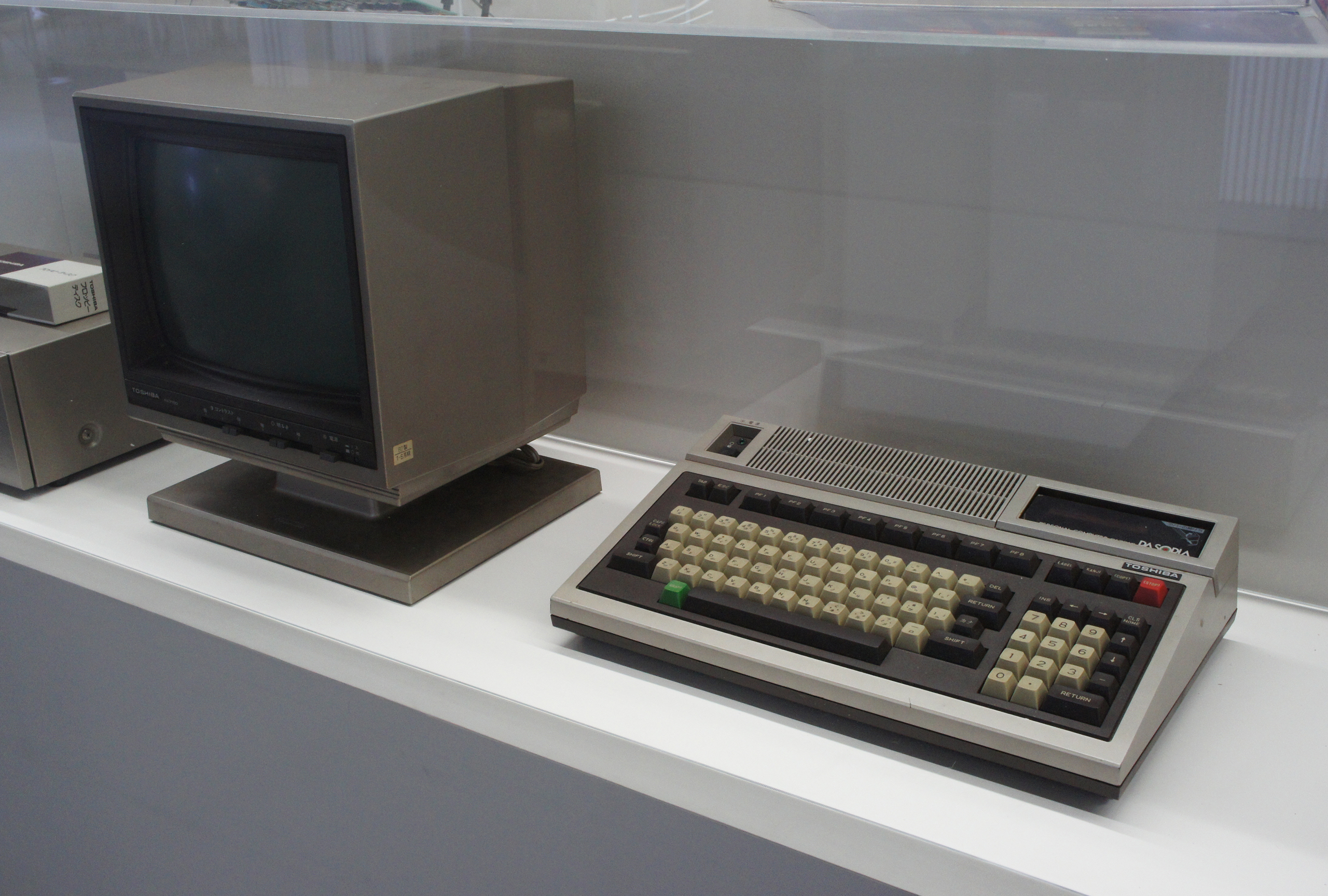
初代パソピア(PA7010)

1981年発売。初代機。CPUにZ-80A・RAM64KB・BASIC-ROM32KB・VRAM16KBを搭載、グラフィックは160×100ドット・ドット毎に8色指定可能なノーマルグラフィックモードと、640×200ドット・アトリビュートキャラクタによる8×8ドット単位で8色指定なファイングラフィックモードの2モードが使用できた。サウンドはZ-80CTCのカウンタを利用した単音ビープだが、BASICから音階と音長指定は可能。このスペックは当時のヒット機であるNEC PC-8001よりも上だが、後発としてはインパクトに欠けるきらいがあった。また、VRAM操作がバンク切り替えでもI/O空間へのマッピングでもなく、VRAM上の行列アドレスを数バイトのI/Oウィンドウ経由で指定しアクセスする変則的な実装になっている。仕様のドキュメントも公開されていなかったこともあり、リアルタイム系ゲームがなかなか登場しなかった。後年、活用本でハードウェア仕様が明らかとなり、ファイングラフィックモードで縦方向のドット単位色指定などの技法が公開されたものの、最後まで人気は出ず、典型的マイナー機として終わることとなった。なお、米国では『T100』として販売されていた。
本体右上には、PACと呼ばれるカートリッジ式の周辺機器を増設できる仕組みが用意されており、バッテリーバックアップ付きRAMパック、漢字ROMパック、ジョイスティックポート、言語ROM等が発売された。MSXのカートリッジと似たデザインだが、パソピアIQを含め互換性は無い。
搭載言語はMicrosoft BASIC（Ver5.0）ベースのT-BASICと、東芝のオフコンBP-100のBASICを移植したOA-BASICが用意された。T-BASICを搭載したパソピアはPA7010、OA-BASICを搭載したパソピアはPA7012の型番になる。OA-BASICは演算がBCDで順編成、直編成、索引順編成のレコード形式が扱えるなど事務処理に適した仕様になっている。それぞれカートリッジによって他方の言語に変更できるほか、MINI-Pascalのカートリッジも発売された。
ディスクベースではT-BASICとOA-BASICのDisk BASICの他にUCSD Pascal、CP/Mが用意された。
有志によって初代およびパソピア7の機能を拡張し、MRAMやSDメモリーカードをストレージとして使用出来る拡張カードが制作されるなど、現在もファンの活動が続いている。
パソピアmini（IHC-8000）
1982年。ハンドヘルド機。表示は標準では本体上にある24桁×1行の液晶画面のみだが、ミニプリンタの付いた拡張ユニットと合体させてTVインターフェースを接続することで外部モニタへの出力が可能になる。この場合の表示能力は32桁×24行のキャラクタのみのモノクロ表示となる。パソピアとの互換性はないがRS-232Cで接続してパソピアを親機として使うことが出来る。
パソピア7（PA7007）
1983年。初代パソピアの、特にホビー用途における弱点を強化した後継機。VRAMを48KBに増量し、同時発色数はハードウェアタイリングによる27色中8色。ファイングラフィックモードでのドット単位での色指定も可能になった。サウンド機能は新たにSN76489を2つ搭載し、6重和音を実現した。デザイン面では、初代機のレイアウトを踏襲しつつもキーボードパネルが交換可能になっており、赤、青、茶の三色が付属する。CPUは引き続きZ-80A(3.99MHz)。他社ライバル機に比肩または凌駕しうるスペックとなったが、当時の市場はすでにNEC、シャープ、富士通の御三家による寡占が進行しており、マイナーを脱却するには至らなかった。初代パソピアとは一部互換性あり。カートリッジ式周辺機器も引き継いでいる。
搭載言語はBASIC系のT-BASIC7。カートリッジによる変更も可能。またテープメディアながらT-BASICがバンドルされており、読み込みには数十分を要したが、初代パソピアとの互換性を向上させる事ができた。
当時の雑誌『Oh!PASOPIA』では、掲載内容の多くがパソピア7に関する事柄となっている。
パソピア5（PA7005）
1984年。初代パソピアの廉価版。
パソピア700
東芝と旺文社が開発した家庭学習システムで利用されるパソコンとされる。
基本仕様はPASOPIA7を踏襲し、本体側にFDDを二台。キーボードはセパレートキーボードになっている。
PACスロット2は前面にあり、PACスロット1は、コネクタのみの実装。

## 16ビット機
パソピア16（PA7020）
1983年2月発売。オフィス用途を主眼に置いた16ビット機で、8ビット系PASOPIAシリーズとの互換性はない。8088-2 6MHzを採用、演算コ・プロセッサi8087をオプション搭載可能、メモリーは標準192KByte(最大512KByte)、表示はテキストRAM 4KByteで80字×25行、文字色、背景色共に8色、グラフィクは標準128KByteで640×500dotモノクロ、オプションでデジタル8色(+256KByte)、256色中16色表示(+256KByte+128KByte)に拡張できる。キーボード分離型で本体に5インチ640KByteFDDを1台内蔵(もう1台内蔵可能)しMS-DOS V2.0を標準装備(MS-DOS V2.0の漢字版)。拡張スロットを4個備える。標準装備された RS-232 の最大転送速度は9600bps。本体、キーボード、FDD1台、メモリ192KByte、漢字ROM、MS-DOSを含む本体基本システム価格39万8000円。別売のBASICはマイクロソフトのGW-BASICを拡張させたT-BASIC16で、MS-DOS上で動作し、T-BASICと互換がなく、多くの場合手作業による修正が必要になるが、コンバートユーティリティーが用意された。漢字はJIS第一水準+特殊文字で全5312文字が16×16dotで40字x25行、カナ漢字変換機能がT-BASIC上でも使える。ハードウェアのアーキテクチャー的にはIBM-PCに近い設計で、パッチを当てることによって一部のIBM-PC用ソフトウェアも動作した。なお、米国ではIBM PC互換機の『T300』として販売されていた。
パソピア1600(PA7030）
パソピア16の後継機。基本仕様は変わらないがCPUは8086-2、JIS第二水準漢字ROMがオプション、グラフィクは384KByteまで標準となり8色表示になる。筐体が小さくなり、拡張スロットは2個に減っている。マウスとJS-WORDがスクリーンエディタとして標準装備される。5インチ(720KByte)FDD×2のモデル10、8インチ×2のモデル20、5インチFDD×1+10MByteHDDのモデル30の3タイプ(20、30は拡張スロット1使用)。
パソピア1600 TS100/300
CPUに80286 8MHz、RAMは704KByte、RAMファイル320KByte、JIS第一、第二水準標準装備、MS-DOSはV2.11になる。TS100が5インチ(1.2MByte)×2、TS300が5インチFDD×1+20MByteHDD。これより後の東芝の16ビット系パソコンは、J-3100シリーズが主力となる。

## MSX仕様機（パソピアIQシリーズ）

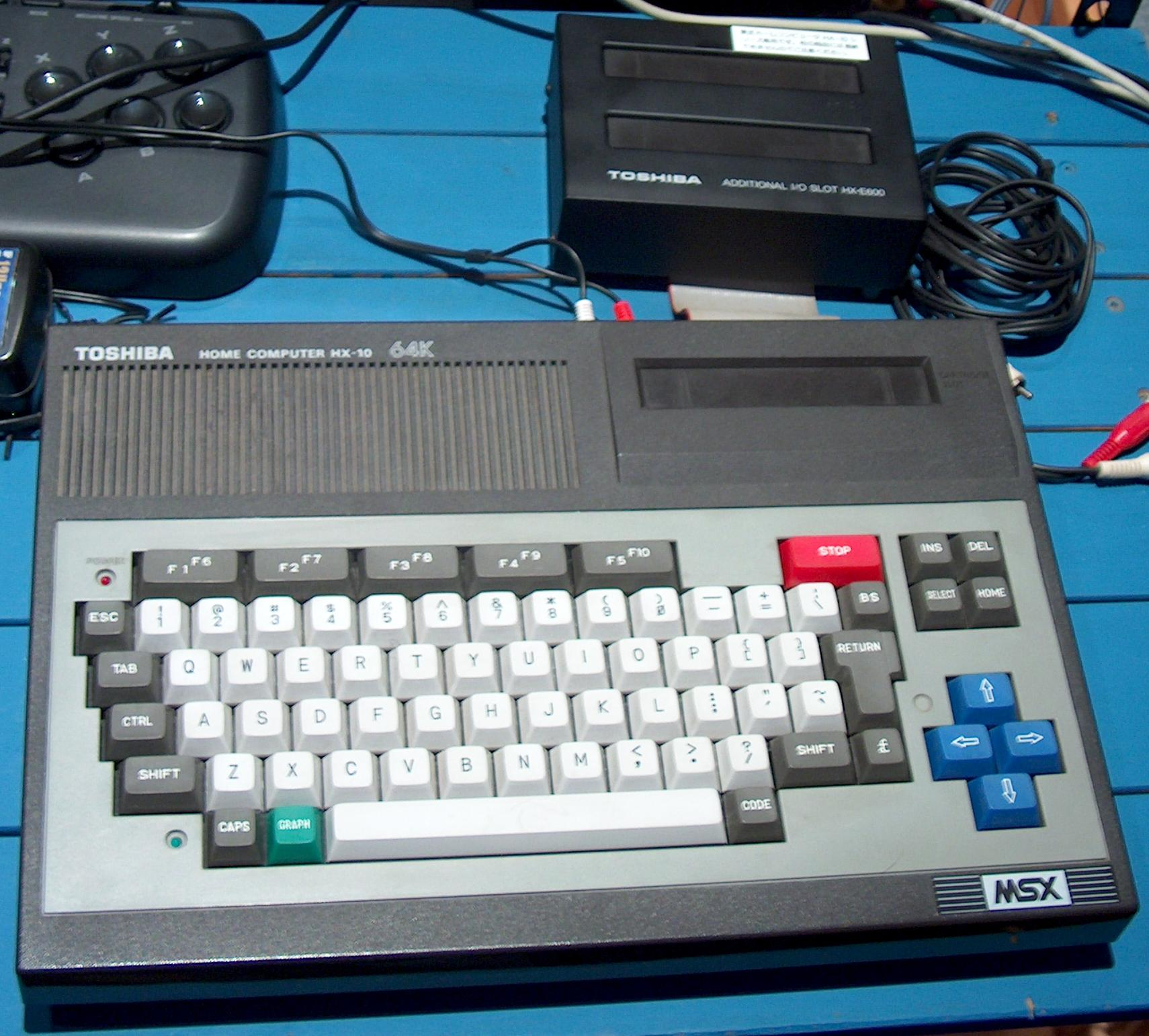
パソピアIQ HX-10
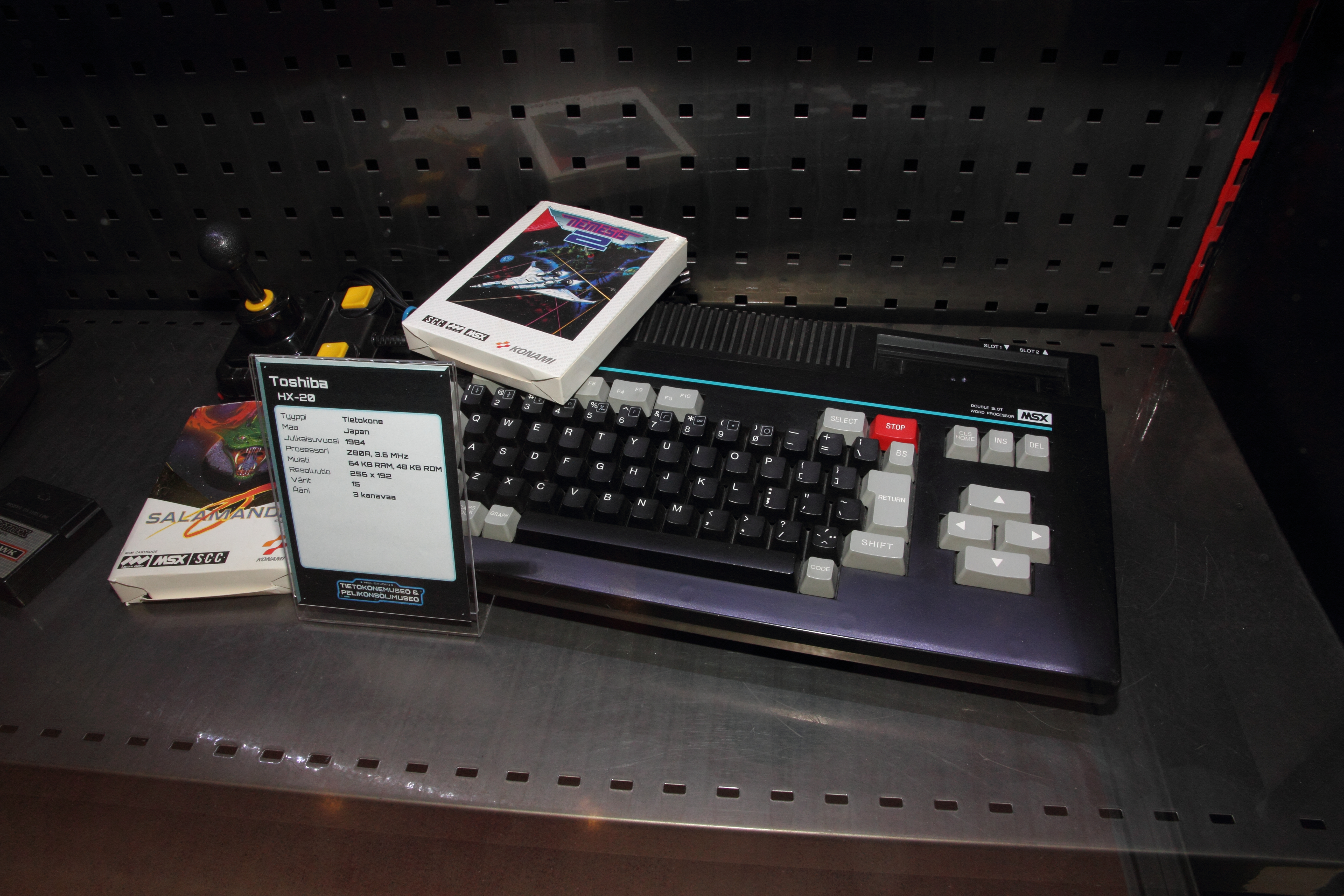
パソピアIQ HX-20
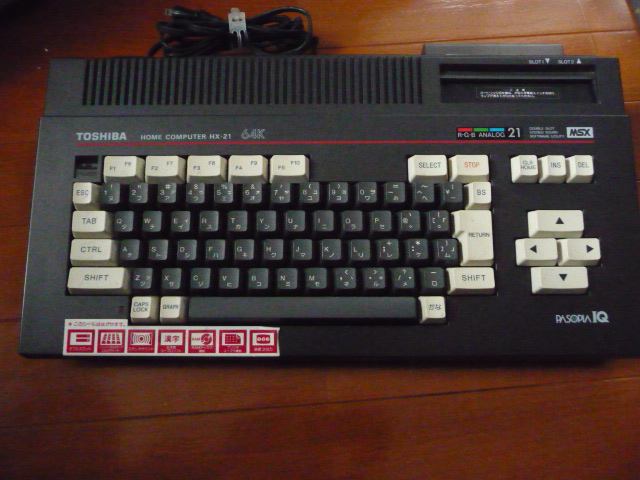
パソピアIQ HX-21

MSXマシンで、上記の初代機からのシリーズと互換性は無い。MSXでは低価格帯のホビー向け機種だったこともあり国内では標準装備されることは少なかったシリアルポートをHX-22、23Fでは標準装備、HX-20、32、33、34は専用オプションを用意しスロットを消費することなく実装できるようになっている。また、規格として形状が定義されていなかったため、本体側の端子がMSXの多くの機種が採用した丸型8ピンのコネクタではない機種もあるが、RGB21ピン接続用の端子を多くの機種が備えている。
HX-10系
1983年秋発売のMSX1。カートリッジスロットは1つしかないが、オプションの拡張スロットで3スロット化が可能。ボディカラーは赤と黒が存在する。HX-10DPNはRGB21ピン端子を搭載するがそれ以外(RF,ビデオ)での接続は不可。
HX-20系
1984年秋発売のMSX1でRAM64KiB装備。他の多くのMSXと異なり、以降の機種も含めHXシリーズは、モノラル・ステレオの切り替えスイッチがある。PSGからの音声出力をそのまま割り振っており、ステレオ設定時にはチャンネルのAが中央、Bは右、Cは左、スロットのSUNDIN端子からの入力は中央に定位する。HX-20以外はRGB21ピン端子も搭載。ワープロソフトが内蔵されているが、それを使うためにはオプションの漢字ROMが必須であり存在しない場合にはワープロは動作しない。紙に出力するには更にプリンタも必要。この機種以降、岡田有希子が逝去するまでイメージキャラクターに起用されていた。
HX-23
VRAM64KBのMSX2でRGB21ピン端子とPSGステレオ出力端子、漢字ROM、ワープロソフトを搭載。HX-23FはRS-232Cを標準搭載し、VRAMが128KBの上位機種。
HX-30系
1985年発売のMSX1、RAM容量はHX-30のみ16kB、それ以外は64kBでRGB21ピン端子,PSGステレオ出力端子を搭載。
HX-33
VRAM128kBのMSX2で本体キーボード一体型、漢字ROM、RGB21ピン端子、PSGステレオ端子搭載。RS-232Cはオプションである。
HX-34
VRAM128kBのMSX2で本体キーボード分離型、FDD1台、漢字ROM、RGB21ピン端子、PSGステレオ出力端子搭載。2台目FDD並びにRS-232Cはオプション対応。1986年度のグッドデザイン賞を受賞している。
- パソピアIQ HX-10
- パソピアIQ HX-20
- パソピアIQ HX-21

## その他
T-400
1979年11月に開かれた東芝オートメーションフェアで、パソピアの前身ともいえるパーソナルコンピュータ「T-400」が参考出品された。スペック的には同社のEX-80BSをパワーアップさせたような内容で、本体の外観はApple IIに似ている。元は海外市場向けに開発された製品で、OEM供給先を探したが買い手が見つからなかったことから商品化には至らなかった。主な仕様は以下の通り。
- CPU: Intel 8085相当品
- ROM: 10KB / 最大24KB
- RAM: 16KB / 最大36KB
- カラー: 8色
- テキスト表示: 32文字×24行
- カラーグラフィック: 64×48ドット
- 高解像グラフィック: 256×192ドット
- 搭載BASIC: 8K 整数BASIC
- カセットI/F: 1200bps
- 映像出力: RF出力、ビデオ出力

## CMキャラクター
- 横山やすし・木村一八親子
- 大内和美
- 岡田有希子